# Decreto di Megara
Il decreto di Megara, emanato all'incirca nel 432 a.C., dispose una serie di sanzioni economiche contro Megara da parte dell'impero ateniese poco prima dello scoppio della guerra del Peloponneso. La ragione apparente del decreto era la supposta infedeltà dei megaresi alla terra sacra a Demetra e l'uccisione di un messaggero ateniese che era stato inviato nella loro città per rimproverarli. Con ogni probabilità, fu un atto di vendetta dagli ateniesi per il comportamento infido esibito dai megaresi alcuni anni prima. Potrebbe essere stata una provocazione deliberata verso Sparta per conto di Pericle, il promotore del decreto. Tale atto bandì i megaresi da tutti i porti e mercati dell'impero ateniese, con l'intento di strangolare l'economia megarese. Le sanzioni avrebbero colpito anche gli alleati di Megara e potrebbe essere state viste come un'azione di Atene per indebolire i suoi rivali ed estendere la sua influenza. Il divieto mise a dura prova la fragile pace tra Atene e Sparta, che si era alleata alla strategica Megara.

## Significato
La misura in cui il decreto possa aver incoraggiato lo scoppio della guerra del Peloponneso è oggetto di un dibattito. La prima fonte sulla guerra è rappresentata da Tucidide (Guerra del Peloponneso), il quale pone molta poca enfasi sul decreto nella sua analisi delle cause della guerra, trattandolo come un pretesto da parte degli spartani. Secondo Tucidide, la vera causa della guerra fu la paura che Sparta nutriva verso la crescente potenza di Atene. Tucidide non descrisse il decreto in dettaglio come per i conflitti con Potidea e Corcira. 
L'evidenza principale che si ha sul significato del decreto è quella di Aristofane, un antico drammaturgo e autore satirico del tempo. Il suo lavoro Gli acarnesi (II.530-7) ricorda come il decreto lasciò "morire lentamente di fame" i megaresi facendo loro chiedere aiuto agli spartani. Un altro lavoro di Aristofane, La pace, cita anche come la guerra veniva preparata a Megara dal dio della guerra. 
Riferimenti indiretti al decreto, in Tucidide, sembrano suggerirne la sua importanza: gli spartani decisero che "la guerra avrebbe potuto essere evitata se Atene avesse revocato il decreto megarese". Tuttavia, Tucidide riporta anche che gli spartani avevano cercato una dichiarazione di guerra della lega del Peloponneso durante la  ribellione di Samo del 440 a.C., ben prima del decreto megarese.
Donald Kagan interpreta il decreto come un tentativo da parte di Atene di risolvere un problema senza rompere la pace dei trent'anni con Sparta. Megara aveva ferito Atene in un modo che richiedeva una risposta significativa, ma se Atene avesse attaccato apertamente questo alleato di Sparta, avrebbe violato la pace. Così Atene impose l'embargo. Questo aveva lo scopo di mostrare agli altri alleati spartani che Atene aveva i mezzi commerciali per punire gli attaccanti che erano sotto la protezione militare di Sparta. Così, il decreto può essere visto come un tentativo di evitare di provocare Sparta.

## Interpretazione del revisionista Geoffrey Ernest Maurice de Ste. Croix
Lo storico revisionista Geoffrey Ernest Maurice de Ste. Croix sostiene che una sanzione degli scambi non influenzava significativamente Megara poiché il decreto era applicato solo ai cittadini megaresi, ma è probabile che la maggior parte degli scambi in tutte le città erano effettuati dai metechi (stranieri o estranei), che non erano colpiti da alcun divieto riguardante i soli cittadini di Megara. 
De Ste. Croix evidenzia anche l'incertezza per quanto riguarda il contesto in cui fu approvato il decreto. All'inizio della seconda guerra del Peloponneso gli ateniesi invasero Megara due volte l'anno con grandi forze devastando la loro terra e mantenendo anche un blocco marittimo. Dopo 6 anni di questo trattamento c'era rimasto molto poco - questo può spiegare la "fame" della quale si parlava ne "gli acarnesi". De Ste. Croix sottolinea inoltre che il decreto sarebbe stato efficace nel contesto della prima guerra e solo per un anno, perché i megaresi non avrebbe avuto alcun diritto di accesso ai mercati, in ogni situazione di guerra.